# Rắn roi thường
Ahaetulla prasina là một loài rắn trong họ Rắn nước. Loài này được Boie mô tả khoa học đầu tiên năm 1827.

## Phân bố
Loài rắn này phân bố rộng rãi ở các nước châu Á, như Campuchia, Trung Quốc, Ấn Độ, Indonesia, Lào, Malaysia, Philippines, Singapore, Thái Lan và Việt Nam.

## Hình ảnh

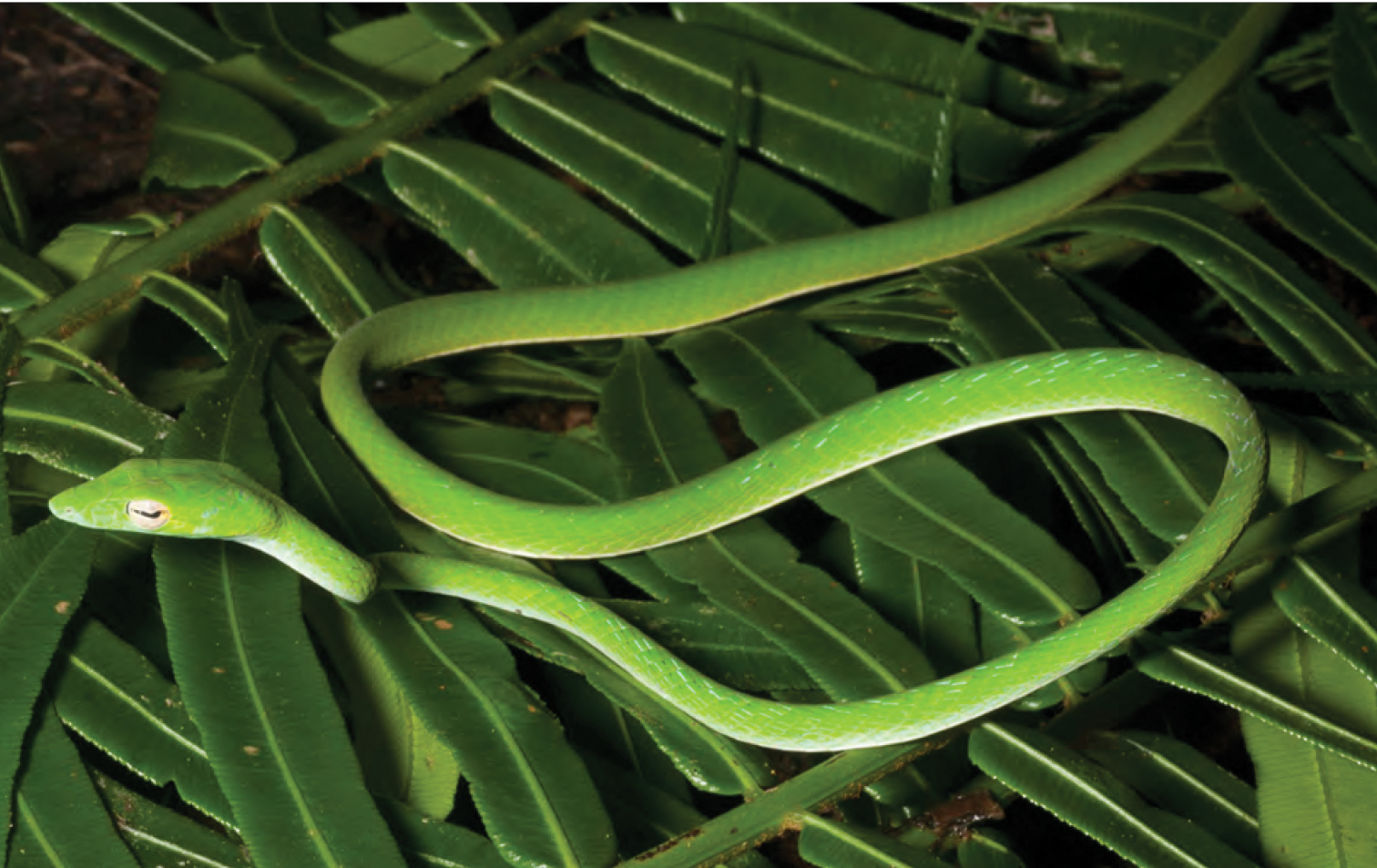
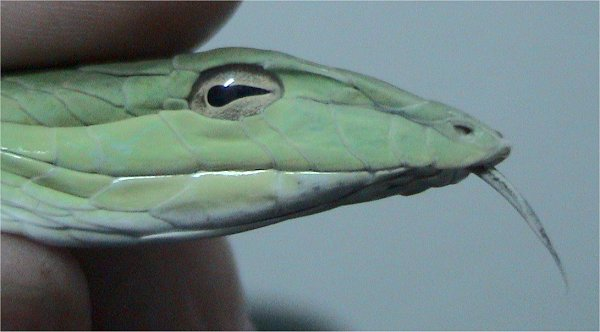
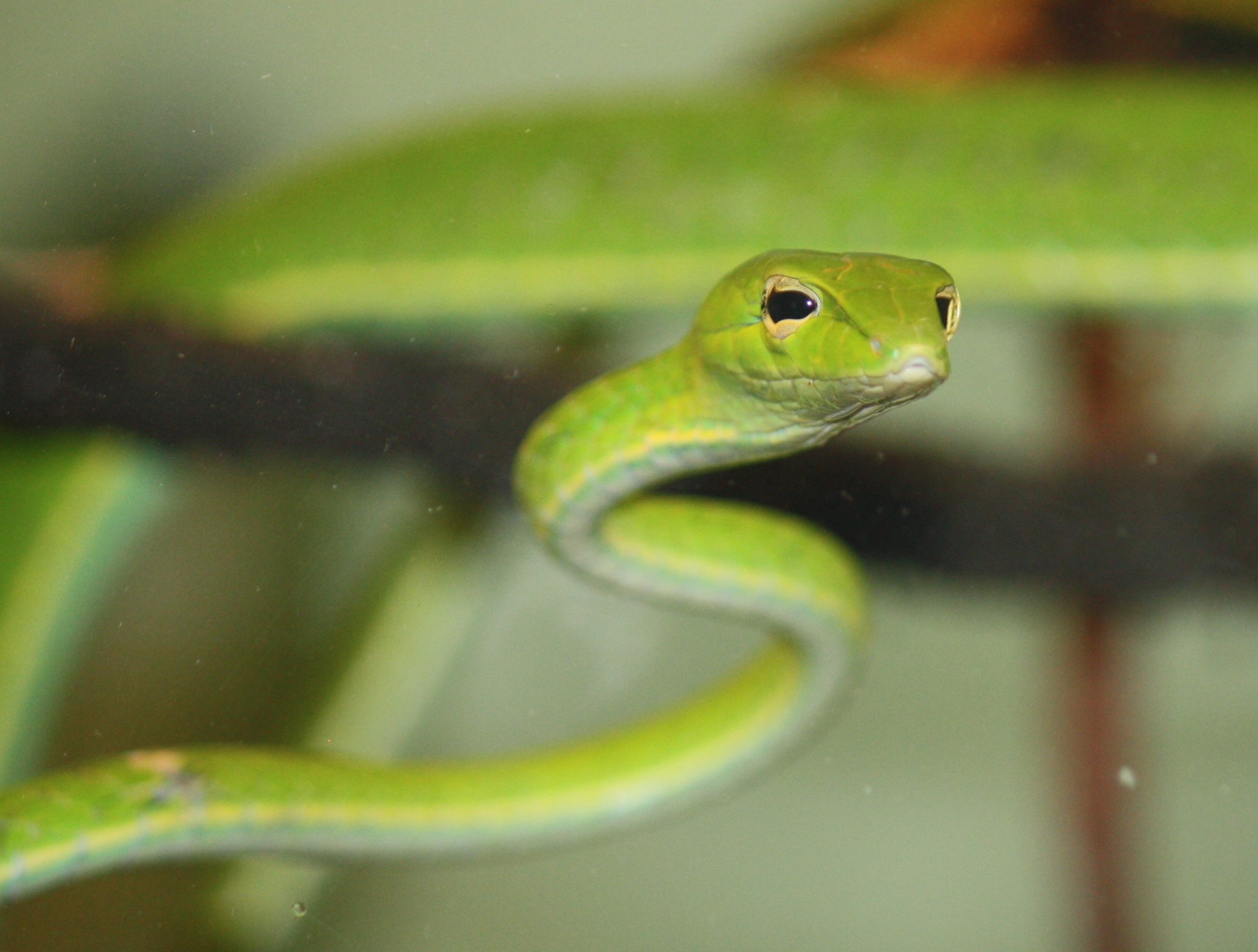
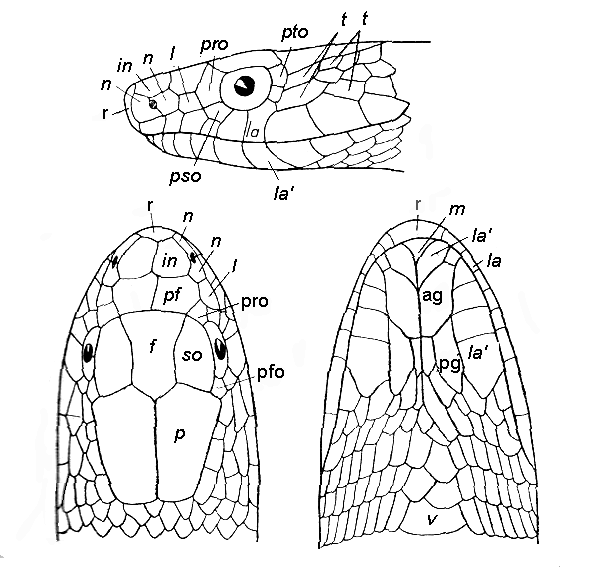
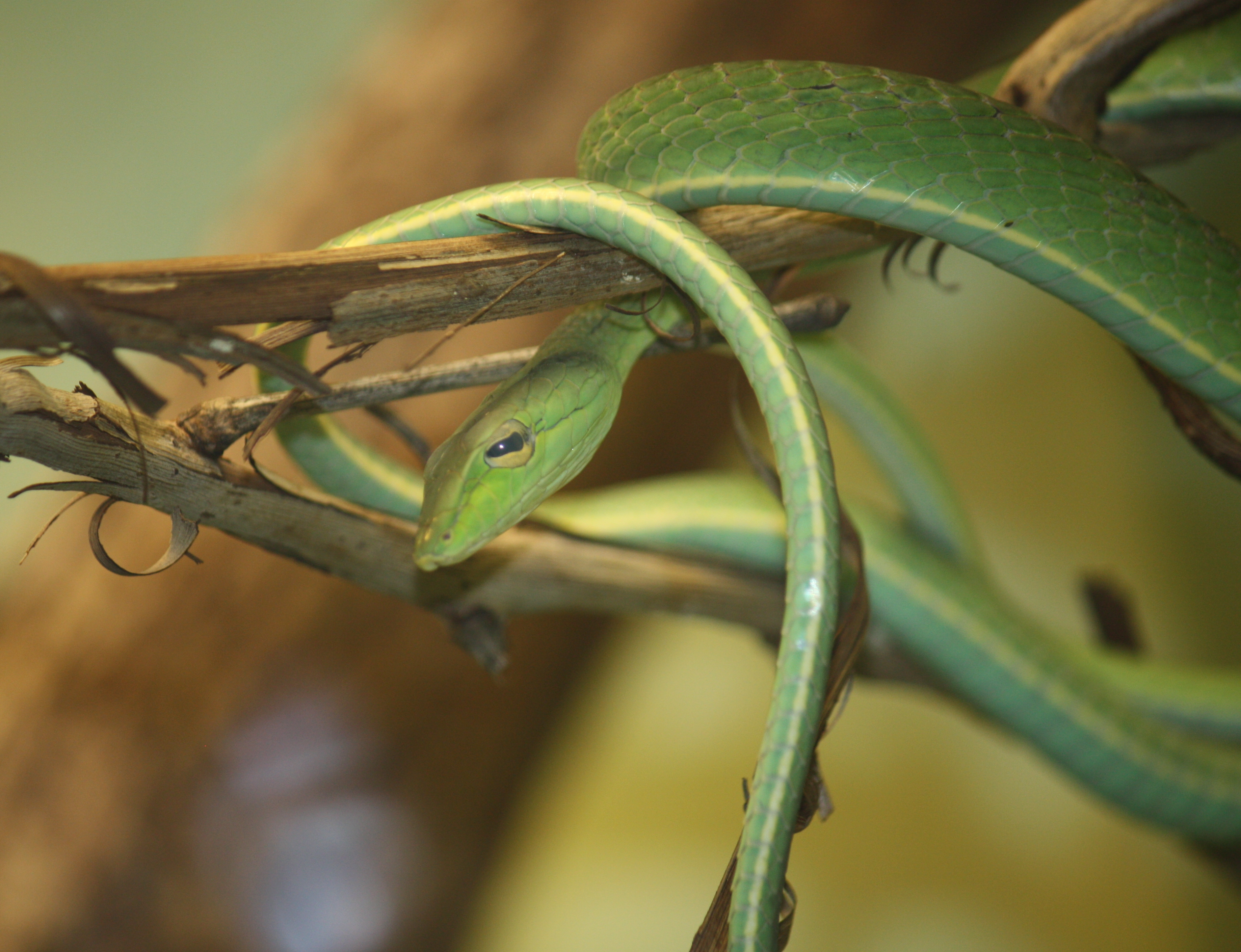
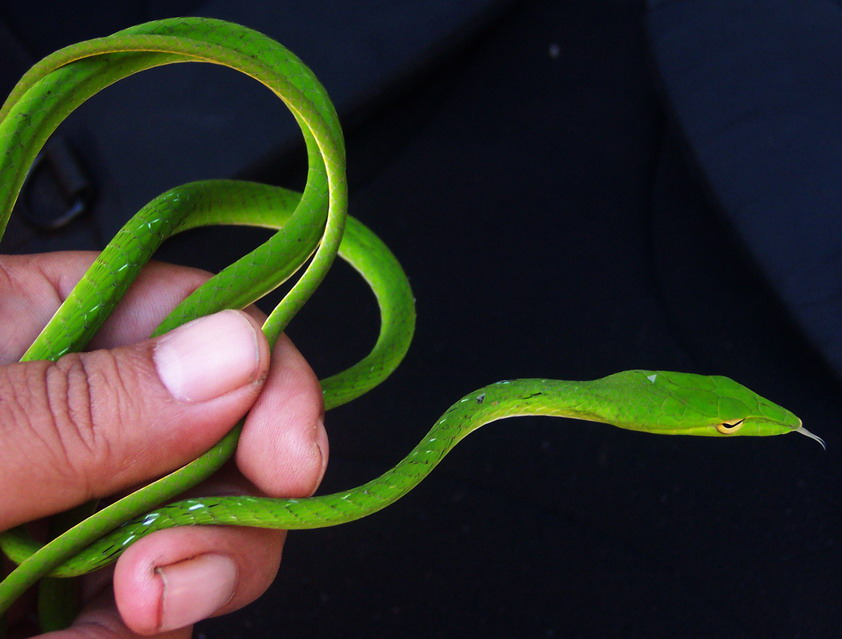
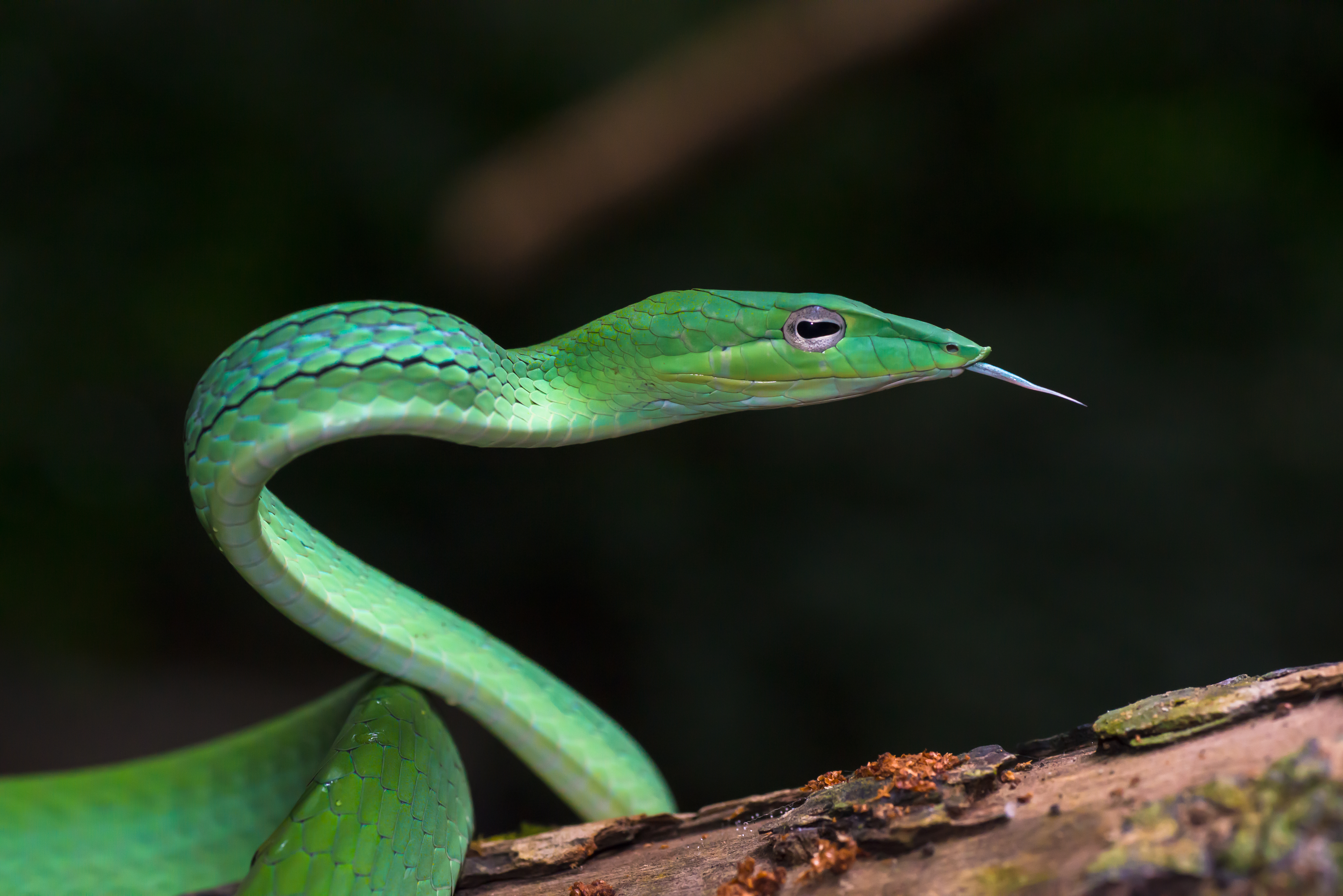